# رجینا لی
رجینا لی جیا-روی (چینی: 雷嘉汭؛ زادهٔ ۲۰۰۰) بازیگر تایوانی است. او اولین تجربهٔ فیلم بلند خود را با نقش کَت در فیلم غم (۲۰۲۱) به دست آورد و با بازی در نقش لینا در مجموعه بندر دروغ‌ها (۲۰۲۳) به شهرت رسید. برای همین نقش، نامزد جایزه بهترین بازیگر نقش اول زن در پنجاه و نهمین دوره جوایز زنگ طلایی شد. رجینا لی اولین تجربهٔ بازیگری خود در کره جنوبی را با ایفای نقش در مجموعه تلویزیونی دوازده (۲۰۲۵) انجام داد.

## زندگی اولیه و تحصیلات
رجینا لی در سال ۲۰۰۰ در تایوان به دنیا آمد و با یک برادر کوچکتر بزرگ شد. او در مدرسه‌ای بودایی تحصیل کرد و عضو تیم تشویق‌کنندگان مدرسه‌اش بود. سپس در دانشگاه کاینن رشتهٔ ژاپنی کاربردی را دنبال کرد و در سال ۲۰۲۲ با مدرک بی‌ای فارغ‌التحصیل شد. در سال اول دانشگاه، دوستی از مادرش که به عنوان مأمور استعدادها فعالیت می‌کرد، او را تشویق کرد تا یک ویدئوی تست بازیگری ضبط کند که این امر منجر به انتخاب او به عنوان مدل تبلیغاتی شد. او از سال ۲۰۱۸ به صورت پاره‌وقت در تبلیغات مشغول به کار شد و تا سه سال بعد حدود ۴۰ تبلیغ انجام داد. همچنین شروع به بازی در موزیک ویدئوها کرد که از آن لذت برد و علاقه‌اش به بازیگری را برانگیخت.

## فیلم‌شناسی

### فیلم
| سال  | عنوان     | نقش                  | توضیحات |
| ---- | --------- | -------------------- | ------- |
| ۲۰۲۱ | غم        | کت (曾凱婷)          | [ ۱۰ ]  |
| ۲۰۲۳ | Antikalpa | وانگ یو فان (王羽凡) | [ ۱۱ ]  |

### تلویزیون
| سال  | عنوان                                    | نقش                | توضیحات                  |
| ---- | ---------------------------------------- | ------------------ | ------------------------ |
| ۲۰۲۰ | کتابفروشی وحشت ۷۶                        | شیائو مین (小敏)   | نقش اصلی؛ قسمت: قایم‌باشک |
| ۲۰۲۱ | آیا عشق علم است؟                         | جوانی ین فی (顏霏) | مهمان                    |
| ۲۰۲۳ | بندر دروغ‌ها                              | لینا (莉娜)        | نقش اصلی                 |
| ۲۰۲۴ | توصیه‌هایی برای دختران اجرای زندهٔ انفرادی |                    | حضور افتخاری             |
| ۲۰۲۵ | دوازده                                   | بانگ وول (방울)    | نقش اصلی                 |